# Joseph Thacher Clarke
Joseph Thacher Clarke (* 13. Januar 1856 in Boston; † 23. September 1920 in Neuilly-sur-Seine bei Paris) war ein US-amerikanischer Architekt, Archäologe und Fotopionier.

## Leben
Joseph Thacher Clark wurde in Boston als Sohn eines Arztes geboren. Sein Vater starb, als er 12 Jahre alt war und seine Mutter ging mit ihm zu seiner Erziehung nach Deutschland, wo er in Dresden die Schule besuchte. Mit 16 ging er zurück nach Boston. Er studierte Architektur an der Polytechnischen Schule in München und entwickelte dort, inspiriert vom Kunsthistoriker Franz Reber, Interesse für die Architektur des antiken Griechenlands. 1876 kehrte er nach Boston zurück, um dort als Architekt zu arbeiten. 1878 erhielt er von der Boston Society of Architects ein Reisestipendium zur Erforschung dorischer Bauwerke in Griechenland und Kleinasien. Zusammen mit einem weiteren jungen amerikanischen Architekten, Francis Henry Bacon (1856–1940), segelte Clarke dazu von London über die Niederlande, den Rhein, die Donau und das Schwarze Meer in die Ägäis.
Von 1881 bis 1883 leitete er zusammen mit Bacon die von seinem Förderer Charles Eliot Norton, dem Präsidenten des Archaeological Institute of America, organisierten Ausgrabungen der antiken Stadt Assos in der Türkei, an denen auch Robert Koldewey teilnahm.
1885 heiratete er Agnes von Helferich (1858–1935), Tochter des in München lehrenden Nationalökonoms Johann von Helferich. Das Paar ließ sich in Harrow bei London nieder und hatte zwei Töchter und zwei Söhne. Eine Tochter war die Bratschistin und Komponistin Rebecca Clarke (1886–1979), ein Sohn der Biochemiker Hans Thacher Clarke (1887–1972).
Clarke interessierte sich für die Technik der Fotografie und entwickelte eine Boxkamera mit dem Namen „Frena“, dies brachte ihn mit George Eastman in Kontakt, dessen Freund er wurde und mit dem er zahlreiche Reisen in Europa unternahm. Er war ab 1886 von London aus als europäischer Repräsentant für Technik und Patente von Eastman Kodak tätig. Er hielt zahlreiche Patente auf dem Gebiet der Fototechnik.
Clarke wurde 1884 Mitglied der American Academy of Arts and Sciences. Im April 1884 wurde er korrespondierendes Mitglied des Deutschen Archäologischen Instituts.
Er war einer der frühesten Sammler von Plakaten und organisierte Plakatausstellungen im Royal Aquarium in London. Seine Sammlung wurde von seiner Witwe 1921 dem Victoria and Albert Museum geschenkt. Seine weitere Kunstsammlung wurde 1921 auf zwei Auktionen verkauft.

## Veröffentlichungen
- The Hypaethral Question, an Attempt to Determine the Mode in which the Interior of a Greek Temple was Lighted (= Papers of the Harvard Art Club 1). Cambridge, Mass. 1879.
- Report on the Investigations at Assos, 1881 (= Papers of the Archaeological Institute of America. Classical Series 1). Boston 1882 (digi.ub.uni-heidelberg.de Digitalisat).
- mit John Crow: The Athenian Pnyx. In: Papers of the American School of Classical Studies at Athens. 4, 1885–1886. S. 205–260 (Digitalisat).
- A proto-Ionic capital from the site of Neandreia. In: American Journal of Archaeology 2, 1886, S. 1–-20 (jstor.org PDF).
- A doric shaft and base found at Assos. In: American Journal of Archaeology 2, 1886, S. 267–285 (jstor.org PDF).
- Gargara, Lamponia, and Pionia: Towns of the Troad. In: American Journal of Archaeology 4, 1888, S. 291–319.
- A Plea for Archaeological Instruction. In. G. S. Hall (Hrsg.): Methods of Teaching History. Boston 1889, S. 89–103.
- mit Francis H. Bacon, Robert Koldewey: Report on the Investigations at Assos, 1882, 1883, Part I (= Papers of the Archaeological Institute of America. Classical Series 2). New York 1898 (digi.ub.uni-heidelberg.de Digitalisat).
- mit Francis H. Bacon, Robert Koldewey: Investigations at Assos. Expedition of the Archaeological Institute of America. Drawings and photographs of the buildings and objects discovered during the excavations of 1881, 1882, 1883. 2 Bände, London 1902–1921 (digi.ub.uni-heidelberg.de Digitalisat).

Übersetzungen
- Catalogue of the Paintings in the Old Pinakothek Munich, with a historical Introduction by Dr. Franz v. Reber. Translated by Joseph Thacher Clarke. München 1885 (digitale-sammlungen.de Digitalisat).[13]
- Franz von Reber: History of ancient art. Revised by the author. Translated and augmented by Joseph Thacher Clarke. Harper, New York 1881
- Franz von Reber: History of medieval art. Translated by Joseph Thacher Clarke. Harper, New York 1886.[14]